# Christel Reich
Christel Reich (* 21. November 1920 in Gilgenburg, heute Dąbrówno (Polen); † April 1999) war eine deutsche Politikerin (CSU).
Reich wohnte in Heilsbronn und war als Hausfrau tätig. Bei der Bayerischen Landtagswahl 1974 kandidierte sie auf der Liste im Wahlkreis Mittelfranken. Am 4. August 1978 rückte sie über diese für den verstorbenen Hans Popp in den Landtag nach, dem sie bis zum Ende der Wahlperiode am 15. Oktober desselben Jahres angehörte. Dort war sie Mitglied des Zwischenausschusses.